# Еврокубок Формулы-Рено

Логотип Еврокубока Формулы-Рено в период выступлений
c 2011 по 2014 годы

Еврокубок Формулы-Рено (англ. Formula Renault Eurocup) — гоночный чемпионат класса региональной формулы-3. Ранее чемпионат был частью мировой серии Рено.

## История
Серия была образована в 1991 году, под названием «Rencontres Internationales de Formule Renault», перед сменой названия на «Eurocup Formula Renault» (с англ. — «Еврокубок Формулы-Рено») в 1993 году.
В 2000 году серия была переименована в Formula Renault 2000 Eurocup (англ. Формула-Рено 2000 Еврокубок), а с 2005 года называется Formula Renault 2.0 Eurocup (англ. Формула-Рено 2.0 Еврокубок), исключая сезон 2003, когда чемпионат назывался Formula Renault 2000 Masters (англ. Формула-Рено 2000 Мастерс).
В сезоне 2017 года стала называться Formula Renault Eurocup (англ. Еврокубок Формулы-Рено).
Начиная с сезона 2019 года, чемпионат использует шасси спецификации региональной формулы-3 и, соответственно, чемпионат проводится по правилам региональной формулы-3. Организаторы пошли на такой шаг, после того, как FIA отказало Renault в праве проведения нового Регионального европейского чемпионата. Таким образом чемпионат стал частью пирамиды гоночных чемпионатов FIA.
31 октября 2020 года было объявлено об объединении Регионального европейского чемпионата Формулы и Еврокубка Формулы-Рено. Промоутером нового регионального европейского чемпионата выступит Автомобильный клуб Италии, Renault будет поставлять двигатели под брендом Alpine.

## Регламент

### Автомобиль
Шасси: используется шасси из углепластикового монокока производства итальянской компании Tatuus под названием F3 T-318 и прошедшее омологацию FIA для участия в гонках класса региональный чемпионат Формулы-3. Максимальный вес автомобиля составляет 665 кг. Дополнительно, он оснащён устройством безопасности «Halo». Аналогичное шасси используется в региональном европейском чемпионате и серии W.
Двигатель: RENAULT SPORT-MR18 с турбонаддувом объёмом 1,8 литров мощностью 270 л.с. За сезон разрешено использовать только два двигателя, включая тесты. За использование третьего двигателя полагается штраф в виде потери 10 позиций на стартовой решётке в следующих трёх гонках.
Шины: Единственным поставщиком шин является компания Hankook. Участники чемпионата используют одинаковые шины типа слик.

### Гоночный уик-энд
Гоночный уик-энд состоит из двух или одной гонки, длительностью 30 минут плюс 1 круг. Стартовые решетки гонок определяются по результатам квалификационных сессий, продолжительностью 30 минут каждая.
Если квалификационное время круга пилота не входит в 110% времени поул-позиции, то пилот не допускается на старт гонки.

### Система начисления очков
В чемпионате применяется стандартная система начисления очков, принятая в Формуле-1. Никаких дополнительных очков за поул-позицию и быстрые круги не начисляются.
| Система начисления очков | Система начисления очков | Система начисления очков | Система начисления очков | Система начисления очков | Система начисления очков | Система начисления очков | Система начисления очков | Система начисления очков | Система начисления очков | Система начисления очков |
| Место                    | 1                        | 2                        | 3                        | 4                        | 5                        | 6                        | 7                        | 8                        | 9                        | 10                       |
| ------------------------ | ------------------------ | ------------------------ | ------------------------ | ------------------------ | ------------------------ | ------------------------ | ------------------------ | ------------------------ | ------------------------ | ------------------------ |
| Гонка                    | 25                       | 18                       | 15                       | 12                       | 10                       | 8                        | 6                        | 4                        | 2                        | 1                        |

### Награды
Победитель чемпионата получает возможность присоединиться к программе гоночной академии Рено и грант на сумму 200 000 евро. Если гонщик уже является членом академии или отказывается в неё вступить, то он получает денежный приз равный 100 000 евро.

### Баллы к суперлицензии
Первая девятка пилотов по итогу сезона получают баллы к суперлицензии. Они начисляются согласно таблице:
| Система начисления баллов к суперлицензии | Система начисления баллов к суперлицензии | Система начисления баллов к суперлицензии | Система начисления баллов к суперлицензии | Система начисления баллов к суперлицензии | Система начисления баллов к суперлицензии | Система начисления баллов к суперлицензии | Система начисления баллов к суперлицензии | Система начисления баллов к суперлицензии |
| 1                                         | 2                                         | 3                                         | 4                                         | 5                                         | 6                                         | 7                                         | 8                                         | 9                                         |
| ----------------------------------------- | ----------------------------------------- | ----------------------------------------- | ----------------------------------------- | ----------------------------------------- | ----------------------------------------- | ----------------------------------------- | ----------------------------------------- | ----------------------------------------- |
| 18                                        | 14                                        | 12                                        | 10                                        | 6                                         | 4                                         | 3                                         | 2                                         | 1                                         |

## Трассы
Сезон 2020
- Монца, Италия
- Имола, Италия
- Нюрбургринг, Германия
- Маньи-Кур, Франция
- Зандворт, Нидерланды
- Барселона-Каталунья, Испания
- Спа-Франкоршам, Бельгия
- Хоккенхаймринг, Германия
- Поль Рикар, Франция

## Чемпионы
| Сезон     | Официальное название                          | Чемпион             | Команда-чемпион       |
| --------- | --------------------------------------------- | ------------------- | --------------------- |
| 1991      | Rencontres Internationales de Formule Renault | Джейсон Плато       | Duckhams Van Diemen   |
| 1992      | Rencontres Internationales de Formule Renault | Педро де ла Роса    | Racing for Spain      |
| 1993      | Eurocup Formula Renault                       | Оливье Куврер       | Synergie              |
| 1994      | Eurocup Formula Renault                       | Джеймс Мэттьюс      | Manor Motorsport      |
| 1995      | Eurocup Formula Renault                       | Сириль Соваж        | Mygale                |
| 1996      | Eurocup Formula Renault                       | Энрике Бернольди    | Tatuus JD Motorsport  |
| 1997      | Eurocup Formula Renault                       | Джеффри ван Хойдонк | Tatuus JD Motorsport  |
| 1998      | Eurocup Formula Renault                       | Бруно Бессон        | Tatuus JD Motorsport  |
| 1999      | Eurocup Formula Renault                       | Джанмария Бруни     | JD Motorsport         |
| 2000      | Formula Renault 2000 Eurocup                  | Фелипе Масса        | JD Motorsport         |
| 2001      | Formula Renault 2000 Eurocup                  | Аугусто Фарфус      | Prema Powerteam       |
| 2002      | Formula Renault 2000 Eurocup                  | Эрик Салиньон       | Graff Racing          |
| 2003      | Formula Renault 2000 Masters                  | Эстебан Геррьери    | JD Motorsport         |
| 2004      | Formula Renault 2000 Eurocup                  | Скотт Спид          | Motopark Academy      |
| 2005      | Formula Renault 2.0 Eurocup                   | Камуи Кобаяси       | SG Formula            |
| 2006      | Formula Renault 2.0 Eurocup                   | Филипе Альбукерке   | JD Motorsport         |
| 2007      | Formula Renault 2.0 Eurocup                   | Брендон Хартли      | Epsilon RedBull       |
| 2008      | Formula Renault 2.0 Eurocup                   | Валттери Боттас     | SG Formula            |
| 2009      | Formula Renault 2.0 Eurocup                   | Альберт Коста       | Epsilon Euskadi       |
| 2010      | Formula Renault 2.0 Eurocup                   | Кевин Корьюс        | Tech 1 Racing         |
| 2011      | Formula Renault 2.0 Eurocup                   | Робин Фряйнс        | Koiranen Motorsport   |
| 2012      | Formula Renault 2.0 Eurocup                   | Стоффель Вандорн    | Josef Kaufmann Racing |
| 2013      | Formula Renault 2.0 Eurocup                   | Пьер Гасли          | Tech 1 Racing         |
| 2014      | Formula Renault 2.0 Eurocup                   | Ник де Врис         | Koiranen GP           |
| 2015      | Formula Renault 2.0 Eurocup                   | Джек Эйткен         | Josef Kaufmann Racing |
| 2016      | Formula Renault 2.0 Eurocup                   | Ландо Норрис        | Josef Kaufmann Racing |
| 2017      | Formula Renault Eurocup                       | Саша Фенестраз      | R-ace GP              |
| 2018      | Formula Renault Eurocup                       | Макс Фьютрелл       | R-ace GP              |
| 2019      | Formula Renault Eurocup                       | Оскар Пиастри       | R-ace GP              |
| 2020      | Formula Renault Eurocup                       | Виктор Мартен       | ART Grand Prix        |
| Источник: |                                               |                     |                       |

### Комментарии
1. ↑  Ещё три пилота выступал как приглашённые, их достижения не шли в зачёт.